# 張應詔 (明朝)
張應詔，號徵吾，陕西西安府咸阳县人，明朝政治人物。

## 生平
直隸河間府同知張崇德第三子。萬曆元年（1573年）癸酉科陝西鄉試舉人。萬曆初，赴部謁選，授任山西陽城縣知縣，任内修建磚砌城牆，修葺學宫，清理田亩，主持纂修《萬曆陽城縣志》。萬曆十年（1582年）行取入京，六月選授貴州道試監察御史，弹劾南京刑部尚书殷正茂、两广总督兵部尚书陈瑞为张居正之党，二人被令致仕，又列居正家奴游七十罪，以及千户范登、道士胡守元等人之罪，俱被逮入鎮撫司监狱打问追赃。十一年八月升湖廣按察司佥事，因查抄张居正家产不力，十二年十一月被刑部左侍郎丘橓弹劾，被革职为民。